# Кігітов Гліб Андрійович
Глі́б Андрі́йович Кігі́тов — український спортсмен-стрілець. Чемпіон Європи; призер міжнародних турнірів.

## З життєпису
Закінчив Львівський фаховий коледж спорту. 2020 року посів III місце у стрільбі з пістолета на Міжнародному онлайн-чемпіонаті зі стрільби із пневматичної зброї, який організувала Федерація стрільби Індії.
Чемпіон України; срібний і бронзовий призер. Чемпіон Європи серед юніорів зі стрільби з пневматичного пістолета.
2022 року здобув золоту медаль в командному заліку на Першому Балтійському чемпіонаті зі стрільби.